# Baobabseglare
Baobabseglare (Telacanthura ussheri) är en fågel i familjen seglare.

## Utseende
Baobabseglare är en medelstor seglare med mörk undersida och vit övergump. Den liknar stubbstjärtseglaren, men har ett ljust band över bukens nedre del och flyger svagare, med vingarna mer tryckta framåt.

## Utbredning och systematik
Baobabseglare delas in i fyra underarter:
- Telacanthura ussheri ussheri – förekommer från Senegal till Nigeria
- Telacanthura ussheri sharpei – från Kamerun till Gabon, Demokratiska republiken Kongo och Uganda
- Telacanthura ussheri stictilaema – från kusten i södra Kenya till norra Tanzania och öarna Zanzibar och Pemba
- Telacanthura ussheri benguellensis – från västra Angola till Moçambique

## Levnadssätt
Baobabseglare ses flyga över fuktig savann, skogslandskap och galleriskog. Den påträffas ofta i närheten av baobabträd i vilka de gärna häckar. Fågeln uppträder vanligen enstaka eller i par.

## Status och hot
Arten har ett stort utbredningsområde, men tros minska i antal, dock inte tillräckligt kraftigt för att den ska betraktas som hotad. Internationella naturvårdsunionen IUCN listar arten som livskraftig (LC).

## Namn
Fågelns vetenskapliga artnamn hedrar Herbert Taylor Ussher (1836-1880), brittisk diplomat i Guldkusten 1866-1872 samt dess guvernör 1879-1880.